# Навозопогрузчик

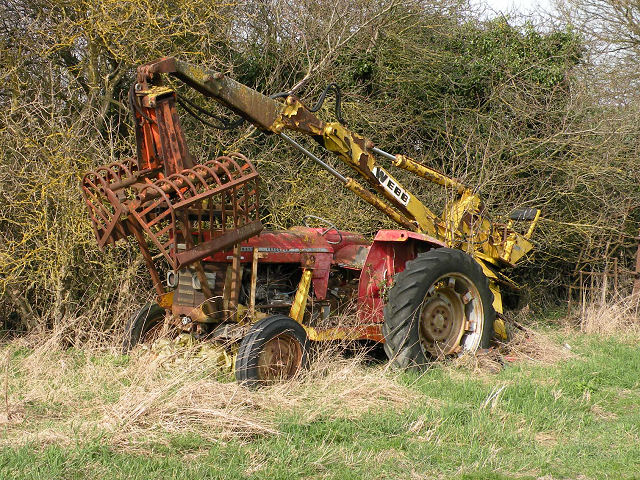
Навесной грейферный навозопогрузчик на тракторном самоходном шасси (Великобритания, фотография 2009 года)

Наво̀зопогру́зчик, также погру́зчик наво́за, — сельскохозяйственная машина, предназначенная для извлечения навоза из места его хранения (навозосборников и навозохранилищ) и дальнейшей его погрузки в транспортные средства.
Кроме того, навозопогрузчики могут использоваться для извлечения силоса из силосохранилищ.

## Место навозопогрузчиков в навозоудалении
Современная технология навозоудаления при содержании сельскохозяйственных животных обычно заключается в транспортировке навоза из помещений, в которых они содержатся, сначала в поперечный канал, затем в навозосборник (место временного хранения навоза, — например, приямок), затем — в мобильные транспортные средства, с помощью которых навоз доставляется в специальное сооружение для его хранения — навозохранилище. Выгрузка навоза из навозосборника в транспортные средства может осуществляться различными механизмами: ковшовыми навозопогрузчиками типа НПК (например, НПК-30), помощью скипового навозопогрузчика типа ОН (например, ОН-4), наклонными скребковыми транспортёрами типа ТСН (например, ТСН-160 и ТСН-2Б), наклонными загрузчиками шнекового типа.
Навозопогрузчики типа НПК-30 эффективны лишь при работе с навозом средней влажности; если же навоз разжижен водой либо, наоборот, слишком густой, их эффективность резко снижается. По сравнению как с ковшовыми навозопогрузчиками, так и по сравнению с наклонными скребковыми транспортёрами более эффективен наклонный загрузчик шнекового типа, который способен обеспечить высокую надёжность процесса транспортировки как для густого, так и для жидкого навоза.

## Навозопогрузчики для работы в навозохранилищах
Для работы в навозохранилищах используются навозопогрузчики различных типов — в том числе самоходный крановый и навесной грейферный.
Навесной грейферный навозопогрузчик отличается отсутствием самоходности (навозопогрузчики этого типа обычно навешиваются на самоходные шасси), а также использованием для захвата навоза и его погрузки грейфера, управляемого гидроцилиндром. Грузоподъёмность навесного навозопогрузчика составляет от 400 кг, высота погрузки — 3,6 м, производительность — от 25 т в час.
Самоходный крановый навозопогрузчик отличается возможностью самостоятельно передвигаться вдоль навозохранилища, а также наличием виброгрейфера — специального рабочего органа, представляющего собой грейфер (грейферный ковш) со смонтированным на нём вибратором. Челюсти виброгрейфера, снабжённые зубьями, заглубляются в навоз за счёт создаваемых вибратором колебаний. При подъёме эти челюсти закрываются, грейфер посредством троса подтягивается к подвижной каретке, после чего по наклонной кран-балке перемещается к тому месту, где ковш разгружается в транспортное средство. Грузоподъёмность кранового навозопогрузчика составляет от 240 до 300 кг, высота погрузки — 2,4 м, глубина выемки — от 3 до 5 м, производительность — от 5 до 10 т в час.